# Ptychorrhoe
Ptychorrhoe är ett släkte av fjärilar. Ptychorrhoe ingår i familjen mätare.
Kladogram enligt Catalogue of Life:
| Ptychorrhoe | \| \| Ptychorrhoe blosyrata \| \| \| \| \| \| Ptychorrhoe confirmata \| \| \| \| \| \| Ptychorrhoe locupletaria \| \| \| \| \| \| Ptychorrhoe rayada \| \| \| \| |
|             | \| \| Ptychorrhoe blosyrata \| \| \| \| \| \| Ptychorrhoe confirmata \| \| \| \| \| \| Ptychorrhoe locupletaria \| \| \| \| \| \| Ptychorrhoe rayada \| \| \| \| |
|             | Ptychorrhoe blosyrata |
|             | |
|             | Ptychorrhoe confirmata |
|             | |
|             | Ptychorrhoe locupletaria |
|             | |
|             | Ptychorrhoe rayada |
|             | |